# 499 v. Chr.
Portal Geschichte | Portal Biografien | Aktuelle Ereignisse | Jahreskalender | Tagesartikel

◄ |
6. Jahrhundert v. Chr. |
5. Jahrhundert v. Chr. |
4. Jahrhundert v. Chr. |
►

◄ | 510er v. Chr. | 500er v. Chr. | 490er v. Chr. | 480er v. Chr. |
470er v. Chr. |
►

◄◄ | ◄ | 502 v. Chr. | 501 v. Chr. | 500 v. Chr. | 499 v. Chr. |
498 v. Chr. |
497 v. Chr. |
496 v. Chr. |
► |
►►
Im Jahr 499 v. Chr. geht der vor einem Jahr ausgebrochene Ionische Aufstand gegen das Perserreich weiter und greift auf weitere Gebiete über. Es zeichnet sich jedoch langsam ab, dass eine über punktuelle Hilfestellungen hinausgehende Unterstützung aus dem griechischen Mutterland ausbleiben wird.

## Ereignisse

### Ionischer Aufstand gegen das Perserreich

Karte zum ionischen Aufstand

Der vor einem Jahr ausgebrochene Ionische Aufstand der griechischen Kolonien Kleinasiens unter der Führung des Aristagoras von Milet gegen das Achämenidenreich des Großkönigs Dareios I. weitet sich aus: Die Stadt Sardeis, Sitz der örtlichen Satrapie Sparda, des früheren Lydien, wird von den Aufständischen eingenommen und der dortige persische Tempel zerstört, während sich der Satrap Artaphernes mit seinen Truppen in der Stadtburg verschanzt und der Belagerung durch die Griechen standhält. Laut Herodot versucht Aristagoras, möglicherweise unter dem Einfluss seines Schwiegervaters und Vorgängers Histiaios, Athen und Sparta für eine Invasion in Kleinasien zu gewinnen, indem er ihnen die Unterdrückung der griechischen Kolonien durch die persische „Tyrannis“ in glühenden Farben schildert. Der Ruf nach Unterstützung im griechischen Mutterland verhallt jedoch weitgehend ungehört. Nur die Poleis Athen und Eretria entsenden einige Schiffe. Dennoch greift der Aufstand auf die Gebiete Karien und Lykien über, und sogar auf Zypern erheben sich die Griechen gegen die persische Herrschaft. 

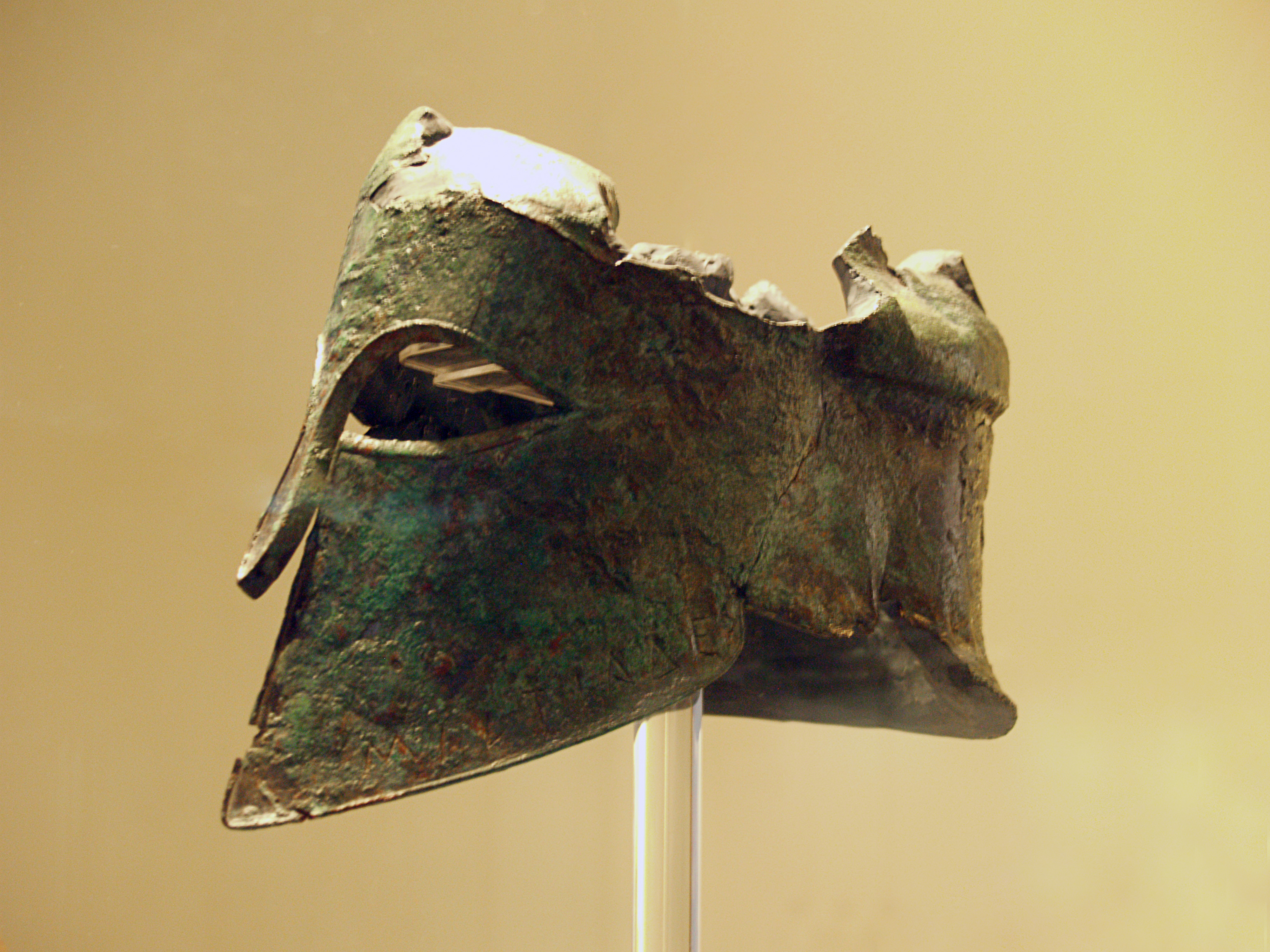
Von Miltiades in Olympia geweihter Helm

Auch Miltiades der Jüngere, aus Athen stammender Tyrann der thrakischen Chersones, schließt sich dem Aufstand an.

### Römische Republik
Titus Aebutius Helva und Veturius Geminus Cicurinus sind der Legende nach Konsuln der frühen Römischen Republik. Aulus Postumius Albus Regillensis wird wegen des sich abzeichnenden Krieges mit den Latinern als Diktator eingesetzt und ernennt Helva zum magister equitum.

## Geboren

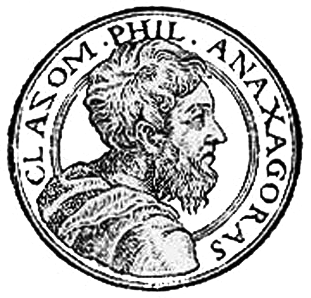
Anaxagoras,
neuzeitliche Darstellung

- um 499 v. Chr.: Anaxagoras, griechischer vorsokratischer Philosoph und Mathematiker, Lehrer und Berater des Perikles und des Euripides, geboren in Klazomenai in Kleinasien, († 428 v. Chr.)
- um 499 v. Chr.: Diogenes von Apollonia, griechischer vorsokratischer Philosoph und Arzt, geboren in Apollonia am Schwarzen Meer, († um 428 v. Chr.)